# Éléonore Bonnaire
Pour les articles homonymes, voir Bonnaire.
Éléonore Bonnaire (1852-1910) est une chanteuse française, artiste de music-hall et de café-concert, célèbre à la fin du XIXe siècle.

## Biographie
Née Éléonore Félicité Bonnaire à Saint-Germain-en-Laye le 19 décembre 1852, elle débute sur la scène à Bourges à l'âge de 15 ans, où un gendarme l'arrête et tente de la ramener à ses parents, puis elle se produit à Bordeaux sous le nom de « Huerta », croise Paulus, et enfin, prend le nom de « Léonore Bonnaire », à l'Alcazar de Paris, où elle impose sa réputation en privilégiant un registre comique et léger.
À la fin des années 1870, en tournée dans toute la France, elle est qualifiée d'« étoile de l'Eldorado », et se produit à la scène aux côtés de Coquelin cadet, Éloi Ouvrard ou Gardel-Hervé. 
Elle interprète plus d'une centaine de chansons, écrites entre autres par Gaston Villemer et Lucien Delormel.
En 1886, elle fait la une de Les Femmes du jour, enflamme la scène du café des Ambassadeurs, du Concert parisien, de la Scala, et décroche la même année la médaille de l'exposition des Arts incohérents pour son interprétation de La Traversée de la Manche !. 
Éléonore Bonnaire épouse Zacharie Rémy Couzinet le 20 juin 1894 à Itteville, le couple a un fils, Alphonse-Henri, né en 1879. Elle se retire peu après, en province, pour s'occuper de sa famille ; son époux dirige le quotidien La Dépêche, basé à Toulouse,. Elle meurt à Mainvilliers le 11 décembre 1910, à l'âge de 57 ans.

## Répertoire (non exhaustif)
- Samson et Dalila
- L'homme tatoué
- Un drame sur la Tour
- Quelle joyeuse famille (paroles : Delormel et Garnier, musique : Émile Spencer) (1893)
- Les souvenirs d'Alphonse